# زمین‌لرزه ۲۰۰۹ تایوان
زمین‌لرزه تایوان  در تاریخ ۱۹ دسامبر ۲۰۰۹ میلادی، برابر با ‎۲۸ آذر ۱۳۸۸، ساعت ۱۳:۰۲:۱۵٫۵۷ به زمان یوتی‌سی در تایوان رخ داد.ژرفای این زلزله ۴۴٫۶ کیلومتر بود. بزرگی آن ۶٫۴ در مقیاس Mw بدست آمده‌است.